# 傅培言
傅培言（德語：Jens-Peter Voß，1953年9月5日—），德國外交官、德國聯邦國防軍海軍預備役中校（Fregattenkapitän der Reserve），為德国首任駐瀋陽總領事，歷任德国駐海地大使、駐愛丁堡總領事等职务。

## 生平
傅培言出生於漢堡市的漢堡-哈爾堡，1972年自當地的亞歷山大·馮·洪堡中學畢業後，於1973年至1975年間加入海軍接受預備役軍官培訓，1975年—1980年間則於漢堡大學攻讀企業管理學專業。
1981年起，傅培言加入德國外交部培訓，1983年結訓後，陸續擔任德國駐剛果大使館新聞文化二秘、駐丹麥大使館經濟一秘、駐華大使館商務參贊及經濟處副處長、駐義大利大使館經濟交通參贊、駐朝鮮大使館代理大使及副館長等勤務。2008年—2012年間，傅氏出任德國駐海地大使，2012年10月起則成為首任駐瀋陽总领事，並於任內獲得瀋陽榮譽市民頭銜。2015年離華後，赴英轉任駐愛丁堡總領事。